# 상식 (소책자)

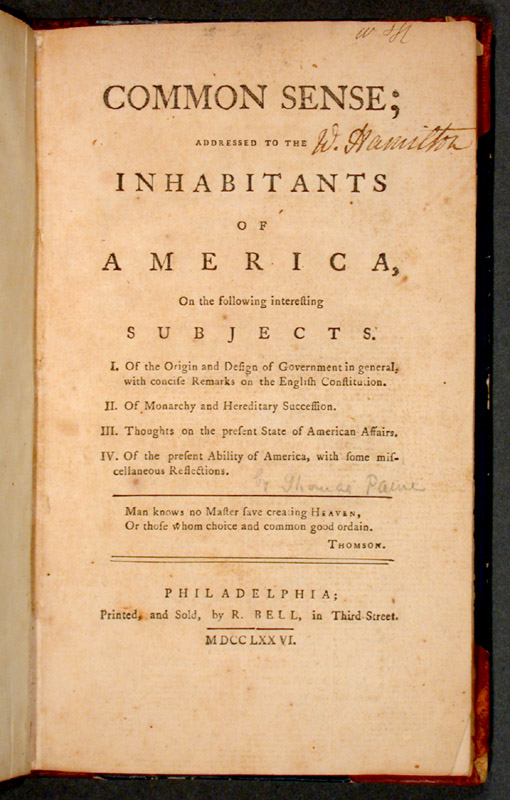

상식(常識, Common Sense, 1776)은 토머스 페인의 소책자 형식의 저서이다. 미국 독립전쟁 시기의 성전(聖典)이라고 불린다.

## 내용
미국 식민지 주민들이 렉싱턴 콩코드 전투(1775)에서 승리한 다음에도 의연히 자치의 확대를 주장하고 독립에 대한 결단을 주저하고 있을 때, 저자는 이 책을 통해 '이제 독립은 상식이 되었다'라고 주장했다. 정착민이 독립을 주저했던 가장 큰 이유는 영국 국왕 및 영국의 민주적 정치 제도에 대한 존경심과, 독립하면 경제적으로 자립할 수 없을 것이라는 불안감이었다. 페인은 이 책에서 자연권의 입장에서 세계적으로 상찬(賞讚)되고 있는 영국의 정치 형태는 세습(世襲)군주와 비민선적(非民選的)인 귀족원(貴族院)의 존재로 인해 반드시 민주적이 아니라고 비판하고, 독립에 의해서 진정 자유롭고 민주적인 국가를 건설할 것을 주장했다. 또한 당시의 미국 식민지의 경제를 분석하여 독립 후에도 충분히 자립할 수 있다고 주장했다. 이 책은 익명으로 출판되었으며, 당시 300만명에 불과한 미국 식민지 주민들 사이에서 순식간에 50만 부가 팔린 점으로 보아 그 영향력을 짐작할 수 있다.

## 같이 보기
- 미국 철학
- 프로젝트 구텐베르크

## 참고 자료
- 이 문서에는 다음커뮤니케이션(현 카카오)에서 GFDL 또는 CC-SA 라이선스로 배포한 글로벌 세계대백과사전의 내용을 기초로 작성된 글이 포함되어 있습니다.